# JF Racing
JF Racing é uma equipe automobilística que disputa o campeonato brasileiro de Stock Car (Copa Nextel Stock Car).
É de propriedade do ex-piloto e preparador carioca Jorge de Freitas, o "Jorginho".
Conquistou diversos títulos de pilotos e de equipes com pilotos como Ingo Hoffmann e Sandro Tannuri.
Atualmente conta com o bicampeão Giuliano Losacco e Átila Abreu, utilizando a carenagem do modelo Peugeot 307. Conquistou a quinta posição entre as equipes no campeonato 2009.
Em 2009 também disputa a Copa Vicar de Stock Car Light.